# Приті Зінта
Приті Зінта (гінді प्रीति ज़िंटा; англ. Preity Zinta; нар. 31 січня 1975, Шімла, Індія) — індійська акторка.

## Життєпис
Народилася у Шімлі. Батько Приті, відомий командир індійської армії, загинув в автокатастрофі, коли їй було 13 років. Мати Приті також постраждала у цій катастрофі. У Приті два брата: старший Діпанкер служить в армії, зараз у військовій частині у Ладдакхі, молодший живе у Лос-Анджелесі.
Зінта отримала вищу освіту за спеціальністю «психолог-криміналіст» у мумбайському університеті. Рідна мова Приті — гінді. Також володіє англійською та тамільською мовами.

## Кар'єра
1998 року почала працювати фотомоделлю. У цьому ж році знялася у своєму дебютному фільмі «Від усього серця», де також знімався відомий актор Шахрух Хан. За цю роль отримала нагороду «Відкриття року».
2003 року отримала звання «Найкраща актриса року» за роль у фільмі «Настане завтра чи ні?».

## Фільмографія
- Любов у Парижі/Ishkq in Paris (2013) — ІШК
- Har Pall (2009)
- Містер та місіс Кханна/Main Aur Mrs Khanna (2009) — Хасина Джагамджія
- цю пару створив Бог/Rab Ne Bana Di Jodi (2008) — спеціальне запрошення для виконання пісні
- Герої/Heroes (2008) — Кулджіт Сінгх
- Небеса на землі/Heaven on Earth (2008) — Чанд
- Муки совісті /Halla Bol (2008) — грає саму себе
- Ом Шанті Ом/Om Shanti Om (2007) — грає саму себе
- Останній Лір/Last Lear, The (2007) — Шабнам
- Зустріч подарувала любов /Jhoom Barabar Jhoom (2007)
- Моя улюблена /Jaan-E-Mann (2006) — Пія Гоял
- Ніколи не кажи «Прощавай»/Kabhi Alvida Naa Kehna (2006) — Рия Саран
- Кріш/Krrish (2006) — Ніша
- Чужий/Alag: He Is Different… He Is Alone… (2006)
- Салам Намисто (найменування радіостанції)/Salaam Namaste (2005) — Амбар Мальхотра
- Ми будемо любити/Khullam Khulla Pyaar Karen (2005) — Приті
- Вір і Зара/Veer-Zaara (2004) — Зара Хаят Кхан
- Серце, що не перестає битися/Dil Ne Jise Apna Kahaa (2004) — ін Парініта
- Зовнішній світ Шахрукх Кхана/The Outer World Of Shah Rukh Khan (2004) — грає саму себе
- Мета життя/Lakshya (2004) — Роміта Датта
- Настане завтра чи немає/Kal Ho Naa Ho (2003) — Нейной Кетрін Капур
- Ти не самотній/Koi… Mil Gaya (2003) — Ніша
- Надія/Armaan (2003) — Сонья Капур
- Зі спогадів/Hero (2003) — Решма/Руксар
- Мені потрібна лише любов/Dil Hai Tumhaara (2002) — шалу
- Виражи долі/Yeh Raaste Hain Pyaar Ke (2001) — Шакша
- Люблячі Серця/Dil Chahta Hai (2001) — Шаліні
- Чужий дитина («Таємно, таємно, нишком, крадькома»)/Chori Chori Chupke Chupke (2001) — Мадхубала
- Несамовитий/Farz (2001) — Каджал Сінгх
- Місія Кашмір/Mission Kashmir (2000) — Зульфія Парвез
- Кожне любляче серце/Har Dil Jo Pyar Karega (2000) — Джанві
- Легковажна дівчисько/Kya Kehna (1999) — Прия Бакші
- Зачарований тобою/Dillagi (1999) — Рані
- Кримінальний роман/Sangharsh (1999) — офіцер Рита Оберой
- Raja Kumarudu (1999) — Рані
- Наречений з Бомбея/Premante Idera (1998) — Сайладжа
- Добре ім'я/Soldier (1998) — Приті Сінгх
- Любов з першого погляду/Dil Se (1998) — Приті Наїр